# Oedipoda caerulescens
Espèce
Synonymes
- Gryllus caerulescens Linnaeus, 1758
- Acrydium coeruleipenne De Geer, 1773
- Oedipoda fasciata Fischer, 1853

Oedipoda caerulescens est une espèce d'insectes orthoptères de la famille des Acrididae. Il peut être nommé Criquet à ailes bleues, Criquet à ailes bleues et noires, Criquet bleu, Criquet rubané, Œdipode bleuâtre, Œdipode bleue, Œdipode turquoise...

## Distribution
Cette espèce se rencontre en Europe, en Afrique du Nord et en Asie.

## Description

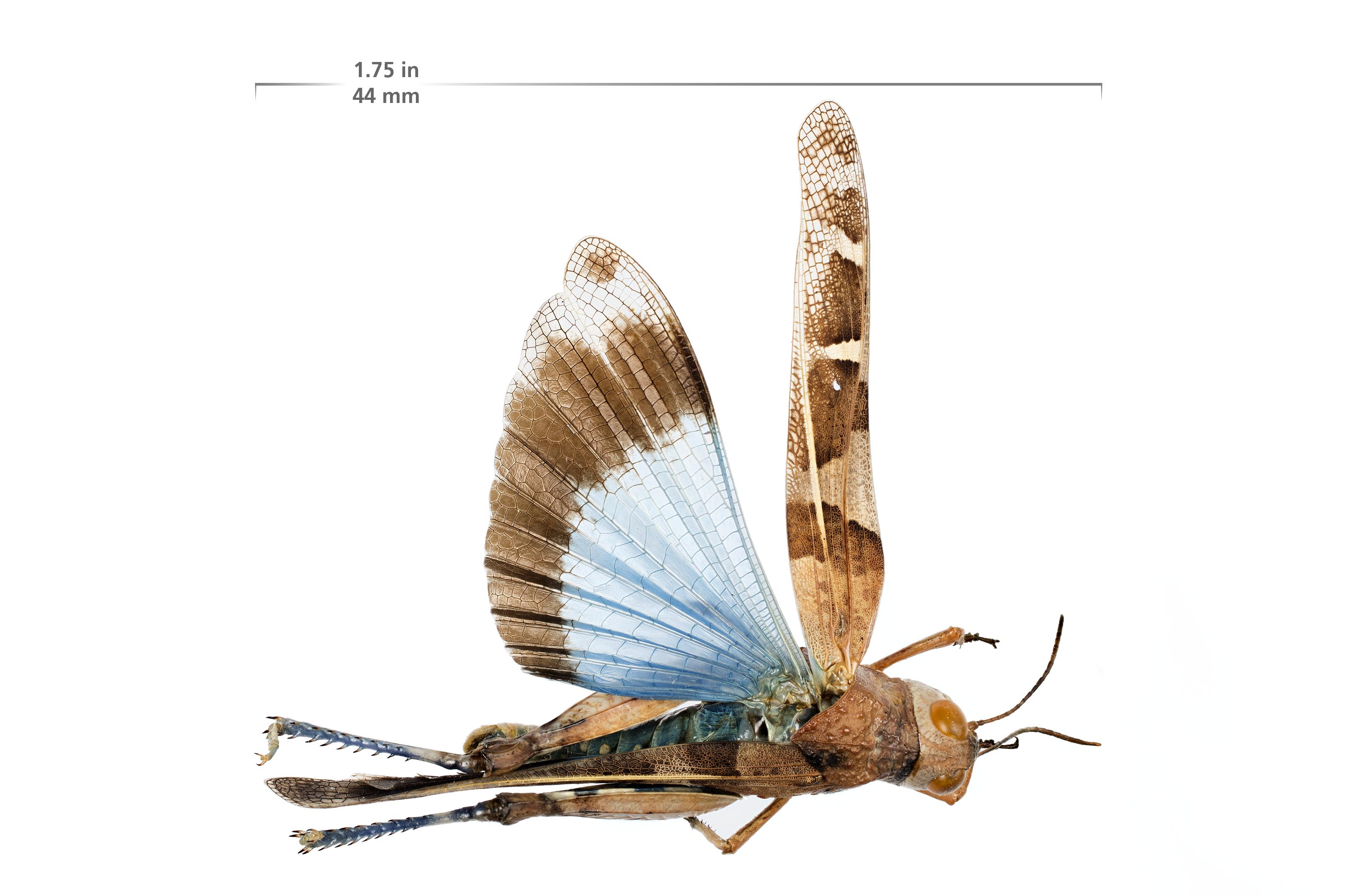
Oedipoda caerulescens.

Oedipoda caerulescens est un criquet de taille moyenne, comprise entre 15 et 21 mm pour le mâle, et entre 22 et 28 mm pour la femelle.
La coloration du corps est très variable en fonction du substrat sur lequel ces insectes se sont développés : brun-rougeâtre, grise, jaunâtre, ou même entièrement sombre ou clair.
Les ailes antérieures (ou élytres) sont traversées le plus souvent par deux ou trois bandes foncées alternant avec des zones claires. Mais le caractère le plus frappant, très visible lorsque ce criquet s'envole, est la coloration vive des ailes postérieures, d'un superbe bleu turquoise souligné d'une bande marginale d'un ton noir à brun foncé.
Par ailleurs, les fémurs postérieurs sont pourvus d'un décrochement situé à mi-longueur sur le dessus. Au repos, la confusion est possible avec l'Œdipode rouge (Oedipoda germanica) et avec l'Œdipode aigue-marine (Sphingonotus caerulans), dont les ailes bleues sont dépourvues de bande foncée marginale et dont les fémurs postérieurs sont dépourvus de décrochement sur le dessus.
C'est une espèce mimétique difficile à distinguer au sol, qu'on repère le plus souvent lorsqu'il saute ou en vol.

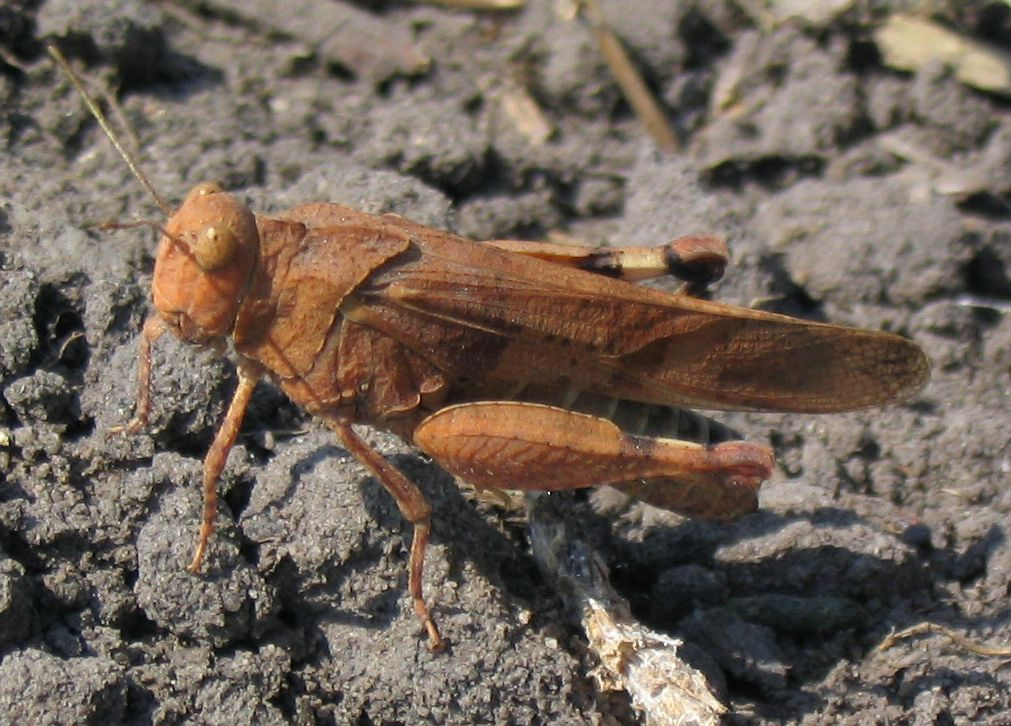
Forme brune.
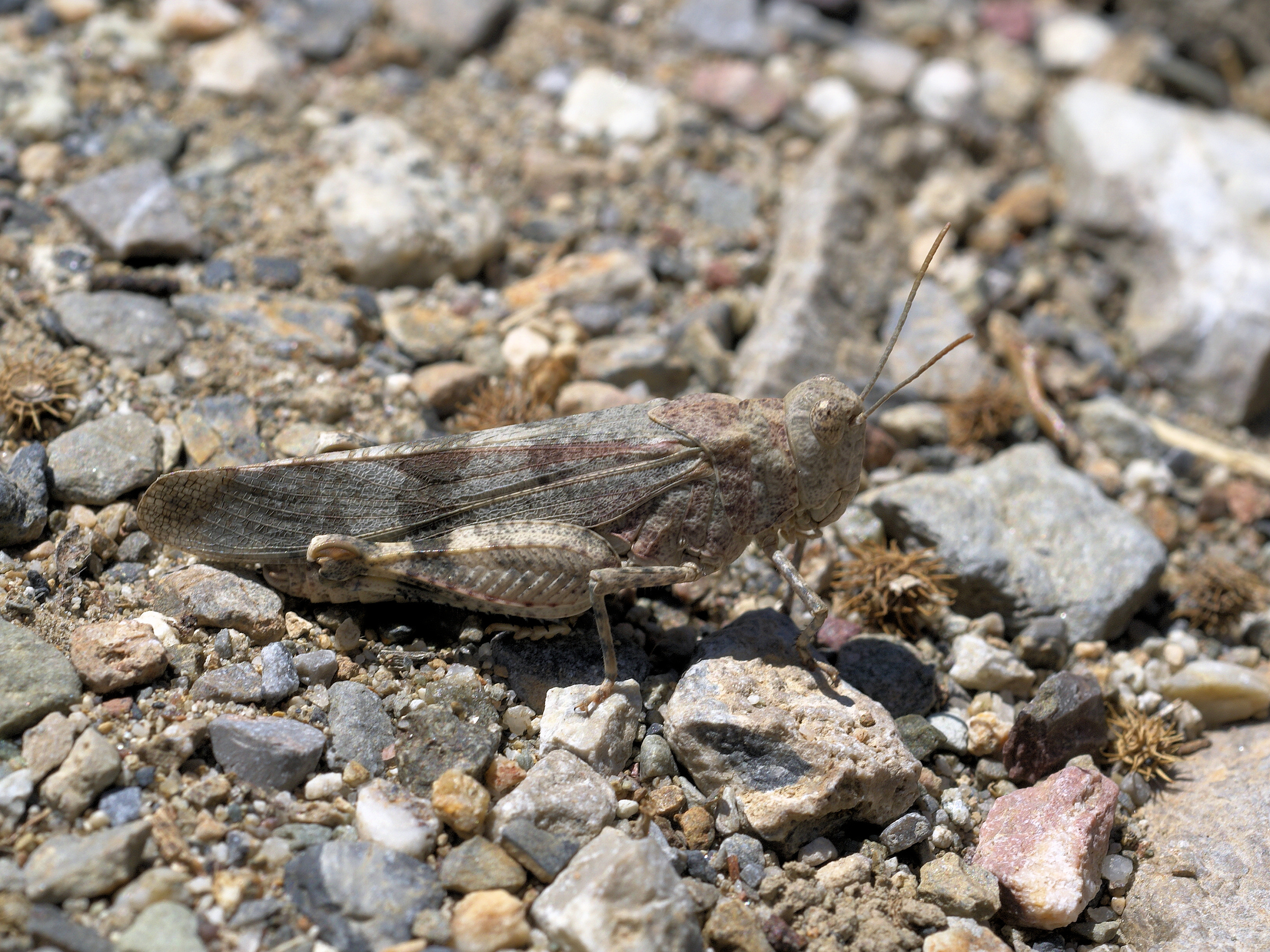
Forme grise.

## Écologie
Thermophile, Oedipoda caerulescens fréquente les endroits secs à végétation basse et ouverte : dunes, landes, pelouses sur sable et sur calcaire, rochers ensoleillés.
Beaucoup de stations récentes correspondent à des terrains issus des activités humaines comme les terrils de charbonnage, les carrières et sablières, le ballast des voies ferrées, etc. Il s'agit d'un insecte exclusivement terricole, qui s'avère souvent parfaitement homochrome avec le substrat, d'autant plus que juste avant son atterrissage, il décrit un brusque crochet puis replie immédiatement ses ailes pour échapper au regard. Chez cette espèce, les émissions acoustiques sont quasiment inexistantes : elles se limitent à quelques sons brefs, très discrets, émis par le mâle juste avant l'accouplement. La femelle dépose ses œufs dans le sol nu et sec. Le régime alimentaire se compose essentiellement de poacées (graminées).

## Vulnérabilité
Catégorie de l’UICN: LC, Préoccupation mineure.

## Systématique et taxinomie
Cette espèce a été décrite sous le protonyme Gryllus caerulescens par Linné en 1758.
C'est l'espèce-type du genre Oedipoda.

## Liste des sous-espèces
Selon Orthoptera Species File (27 septembre 2018) :
- Oedipoda caerulescens armoricana Sellier, 1948
- Oedipoda caerulescens caerulescens (Linnaeus, 1758)
- Oedipoda caerulescens nigrothoracica Görtler, 1948
- Oedipoda caerulescens sardeti Defaut, 2006
- Oedipoda caerulescens sulfurescens Saussure, 1884

## Publications originales
- Linnaeus, 1758 : Systema naturae per Regna tria naturae. dixième édition.
- Saussure. 1884 : Prodromus Oedipodiorum, Insectorum ex Ordine Orthopterorum. Mémoires de la Société de Physique et d'Histoire Naturelle de Genève. vol. 28, no 9, p. 1-254 (texte intégral).
- Sellier. 1948 : Matériaux pour un catalogue des Orthoptères et Dermaptères de Bretagne, ler et 2me listes. Bulletin de la Société scientifique de Bretagne. vol. 21 & 22, p. 113-122 & 126-128.
- Gortler. 1948 : Contributio nova ad faunam Orthopterorum CSR. Acta Societatis Entomologicae Cechosloveniae, vol. 45, p. 56-58.
- Defaut. 2006 : Révision préliminaire des Oedipoda ouest-paléarctiques (Caelifera, Acrididae, Oedipodinae). Matériaux Orthoptériques et Entomocénotiques, vol. 11, p. 23-48.